# Quim Monzó
Quim Monzó (català: Joaquim Monzó i Gómez)  (Barcelona, 24 de març de 1952) nom de ploma de Joaquim Monzó i Gómez, és un escriptor català, autor de novel·les, contes i articles d'opinió, aquests últims en català i en castellà. La seva obra ha estat traduïda a més de 25 llengües.

## Biografia
Fill de mare andalusa i pare català, va créixer al barri de Sants de Barcelona, on es va interessar per la lectura gràcies al servei de bibliobusos de la Diputació de Barcelona. Va estudiar dibuix publicitari (disseny gràfic) a l'Escola Massana de Barcelona. Els seus inicis professionals van ser en les arts gràfiques, treballant en empreses com Harry Walker, una empresa d'accessoris per automòbil. Més tard, va ser dissenyador gràfic i guionista televisiu. Va començar a introduir-se en el món del periodisme a la dècada del 1970, amb col·laboracions com a corresponsal de guerra i columnista. En col·laboració amb Albert Abril, va escriure a Tele/eXpres reportatges sobre el Vietnam, Cambotja, Irlanda del Nord i l'Àfrica de l'Índic. Va obtenir una beca de la Fundació per al Congrés de la Cultura Catalana per estudiar literatura nord-americana contemporània a Nova York, entre 1982 i 1983.
Com a escriptor es va donar a conèixer el 1976 amb la novel·la L'udol del griso al caire de les clavegueres (Edicions 62), centrada en el Maig del 68 francès amb un títol que feia paròdia d'un poema beatnik, i el recull de contes Self-Service, escrit en col·laboració amb Biel Mesquida. Més tard va publicar amb Quaderns Crema altres reculls de contes, com Uf, va dir ell (1978), Olivetti, Moulinex, Chaffoteaux et Maury (1980), L'illa de Maians (1985), El perquè de tot plegat (1993) i Guadalajara (1996), que van ser revisats i aplegats en el volum Vuitanta-sis contes (1999), que l'any 2000 es va endur el Premi Lletra d'Or i Premi Nacional de Literatura Catalana. I encara va escriure tres reculls més: El millor dels mons (2001), Tres Nadals (2003) i Mil cretins (2007). Al llarg dels anys vuitanta, paral·lelament a la dedicació al conte, Monzó va publicar desenes de reculls d'articles i dues novel·les: Benzina (1983) i La magnitud de la tragèdia (1989).
Des de mitjan decenni del 1980 ha estat col·laborador de Catalunya Ràdio, TV3 i RAC1. Ha traduït Truman Capote, J.D. Salinger, Ray Bradbury, Thomas Hardy, Harvey Fierstein, Ernest Hemingway, John Barth, Roald Dahl, Mary Shelley, Javier Tomeo, Arthur Miller i Eric Bogosian, entre d'altres. Ha escrit, amb Cuca Canals, els diàlegs de la pel·lícula Jamón, jamón, del director de cinema Bigas Luna. Ha escrit l'obra dramàtica per a teatre El tango de Don Joan, amb Jérôme Savary. Ha escrit columnes d'opinió en diversos diaris: Diari de Barcelona, Avui, El Periódico de Catalunya, El Correo Catalán i El País. Actualment escriu una columna diària a La Vanguardia.
L'any 2007 va rebre l'encàrrec d'escriure i recitar el discurs inaugural de la Fira del Llibre de Frankfurt, on la cultura catalana va ser la convidada. Monzó va acceptar —i per a l'ocasió— va dissenyar una aplaudida dissertació en forma de conte que diferia totalment dels discursos tradicionals.
Des de desembre del 2009 a l'abril del 2010 va tenir lloc, a Arts Santa Mònica de Barcelona, una exposició retrospectiva sobre la seva vida i la seva obra, que duia per títol «Monzó».
El 2018 va guanyar el Premi d'Honor de les Lletres Catalanes en reconeixement de la seva trajectòria. Té múltiples tics a conseqüència de la Síndrome Gilles de la Tourette, així com Trastorn obsessivocompulsiu.

## Estil
En les dues primeres obres de Monzó es percep la influència del textualisme, un moviment que pretenia abolir l'herència literària a través de la innovació lingüística i l'experimentació formal. No obstant això, Monzó, com altres autors partícips del moviment, aviat va ser conscient de les escasses possibilitats de continuïtat de la via experimental i la seva prosa va fer un gir per orientar-se cap a formes més llegibles. En la major part dels contes escrits entre el final dels setanta i l'actualitat, l'escriptor fa caricatures d'alguns dels aspectes del món urbà contemporani. S'inspira i utilitza elements de la societat postmoderna com determinades conductes, un llenguatge, uns perfils o uns costums per construir una metàfora d'unes determinades circumstàncies vitals. Els relats expressen, a través d'aquestes metàfores, angoixes de caràcter existencial que, sovint, es fonamenten en l'absurd.
En els reculls de contes publicats entre el 1978 i el 1999, Monzó combina qüestions tan humanes com el desig, l'amargor de les relacions humanes o els cercles viciosos que impossibiliten les decisions personals. Hi predominen les històries lineals, de ritme àgil, protagonitzades per personatges anodins i imbuïdes d'un humor més o menys agredolç. Puntualment, a més, inclouen referències a la literatura o a escriptors heterònims. Al mateix temps, per l'extensió i per la voluntat implícita d'apel·lar a una realitat quotidiana i aconseguir, amb això, uns efectes còmics, Monzó s'aproxima a les fórmules del nou costumisme urbà. Segons Julià Guillamon, darrere l'escepticisme de Monzó hi ha la porta oberta cap a la realitat més complexa dels anys 80, en què l'escriptor ja no expressa els seus sentiments en brut ni fa apologia d'una determinada manera de viure: observa el seu entorn i s'enfronta al món amb una nova mirada.
Amb el temps, Monzó ha tendit cada vegada més a la depuració formal. Els relats parteixen de situacions prototípiques que, degudament manipulades, aconsegueixen crear un efecte de ridícul. L'escriptor utilitza la demora amb l'objectiu de condicionar el lector i portar-lo fins a una resolució sovint desencisadora. Pel que fa als models literaris, s'ha parlat de la influència de la narrativa minimalista nord-americana —Robert Coover, John Barth i Donald Barthelme—, d'alguns autors representatius de l'avantguarda sud-americana —Guillermo Cabrera Infante, Julio Cortázar i Adolfo Bioy Casares— i, sobretot en els primers textos, de l'aportació teòrica de Raymond Queneau, a més de la narrativa de Francesc Trabal i Pere Calders. Dissemblances al marge, un dels temes comuns és la preferència per un paisatge que oscil·la, inestable, entre la buidor i el desig, enmig de la rutilant seducció dels anuncis publicitaris i dels espais d'oci. Un espai que ha passat de ser el lloc de la utopia al de l'escepticisme. Davant del tòpic, un dels estratagemes més utilitzats per l'autor és la paròdia de l'ús convencional del llenguatge o dels gèneres literaris.
| «                 | Monzó és un escriptor que barreja dos registres: un que podríem anomenar realista i líric; l'altre, fantàstic i grotesc. Com Nabokov, Monzó té una virtuositat que li permet de jugar desesperadament amb les paraules, i una dolorosa llança d'acer que perfora la màscara de les seves brillants plasenteries. | » |
| — Le Monde, París | |   |

## Obra literària
Ha publicat un bon nombre de novel·les, contes i reculls d'articles, i ha estat traduït a més de vint llengües. Al llarg de la seva carrera ha rebut diversos premis, entre ells el Premi Prudenci Bertrana de novel·la, l'any 1976, per L'udol del griso al caire de les clavegueres; el Premi de la Crítica Serra d'Or de narració el 1981, el 1986 i el 1994 per Olivetti, Moulinex, Chaffoteaux et Maury, L'illa de Maians i El perquè de tot plegat respectivament, i el de contes el 1997 per Guadalajara; el Premi de Novel·la El Temps, el 1989, per La magnitud de la tragèdia; el Premi Ciutat de Barcelona, el 1993, per El perquè de tot plegat; el Premi Lletra d'Or i el Premi Nacional de Literatura, el 2000 per Vuitanta-sis contes; i el Premi Maria Àngels Anglada, el 2008, per Mil cretins.

### Reculls d'articles
Els articles periodístics de Monzó s'han anat recollint en llibres que inclouen també alguns relats publicats en premsa.
- No plantaré cap arbre és una obra del 1994 que reuneix articles i alguns contes publicats als diaris Avui i El Periódico de Catalunya els anys 1991, 1992 i 1993.[8]
- Del tot indefens davant dels hostils imperis alienígenes és una obra del 1998 que reuneix articles i alguns contes apareguts als diaris Avui, El Periódico de Catalunya i La Vanguardia[9] des de l'any 1993 al 1997.
- Tot és mentida és una obra del 2000 que reuneix cent tres articles i alguns contes apareguts a La Vanguardia els anys 1997, 1998 i 1999.[10]
- El tema del tema és una obra del 2003 que reuneix articles i alguns contes publicats a La Vanguardia els anys 1999, 2000 i 2001.[11]
- Esplendor i glòria de la Internacional Papanates és una obra del 2010 que recull cent quinze articles i alguns contes apareguts a La Vanguardia els anys 2001, 2002, 2003 i 2004.

## Obra publicada

### Narrativa
- 1976: L'udol del griso al caire de les clavegueres
- 1977: Self Service, amb Biel Mesquida
- 1978: Uf, va dir ell. Quaderns Crema. ISBN 978-84-7727-384-4
- 1980: Olivetti, Moulinex, Chaffoteaux et Maury. Quaderns Crema. ISBN 978-84-7727-330-1
- 1983: Benzina. Quaderns Crema. ISBN 978-84-7727-434-6
- 1985: L'illa de Maians. Quaderns Crema. ISBN 978-84-7727-300-4
- 1989: La magnitud de la tragèdia. Quaderns Crema. ISBN 978-84-7727-433-9
- 1993: El perquè de tot plegat. Quaderns Crema. ISBN 978-84-7727-305-9
- 1996: Guadalajara. Quaderns Crema. ISBN 978-84-7727-293-9
- 1999: Vuitanta-sis contes. Quaderns Crema. ISBN 978-84-7727-251-9
- 2001: El millor dels mons. Quaderns Crema. ISBN 978-84-7727-324-0
- 2003: Tres Nadals. Quaderns Crema. ISBN 978-84-7727-404-9
- 2007: Mil cretins. Quaderns Crema. ISBN 978-84-7727-176-5

### Reculls d'articles
- El dia del senyor. (Quaderns Crema, 1984). ISBN 978-84-85704-51-4
- Zzzzzzzz. (Quaderns Crema, 1987) ISBN 978-84-7727-008-9
- La maleta turca. (Quaderns Crema, 1990). ISBN 978-84-7727-053-9
- Hotel Intercontinental. (Quaderns Crema, 1991) ISBN 978-84-7727-082-9
- No plantaré cap arbre. (Quaderns Crema, 1994) ISBN 978-84-7727-132-1
- Del tot indefens davant dels hostils imperis alienígenes. (Quaderns Crema, 1998) ISBN 978-84-7727-195-6
- Tot és mentida. (Quaderns Crema, 2000) ISBN 978-84-7727-290-8
- El tema del tema. (Quaderns Crema, 2003) ISBN 978-84-7727-385-1
- Catorze ciutats comptant-hi Brooklyn. (Quaderns Crema, 2004) ISBN 978-84-7727-408-7
- Esplendor i glòria de la Internacional Papanates. (Quaderns Crema, 2010) ISBN 978-84-7727-476-6
- Taula i barra. Diccionari de menjar i beure. (Libros de Vanguardia, 2017) ISBN 978-84-16372-38-6

## Premis i reconeixements
- 1976 — Premi Prudenci Bertrana de novel·la per L'udol del griso al caire de les clavegueres
- 1981 — Premi Crítica Serra d'Or per Olivetti, Moulinex, Chaffoteaux et Maury
- 1986 — Premi Crítica Serra d'Or per L'illa de Maians
- 1989 — Premi de Novel·la El Temps per La magnitud de la tragèdia
- 1993 — Premi Ciutat de Barcelona per El perquè de tot plegat
- 1994 — Premi Crítica Serra d'Or per El perquè de tot plegat
- 1997 — Premi Crítica Serra d'Or per Guadalajara
- 2000 — Premi Nacional de Literatura per Vuitanta-sis contes
- 2000 — Premi Lletra d'Or per Vuitanta-sis contes
- 2002 — Premi dels escriptors catalans de l'AELC al conjunt de la seva obra.
- 2007 — Premi Trajectòria de la Setmana del Llibre en Català
- 2008 — Premi Maria Àngels Anglada de narrativa per Mil cretins
- 2016 — Premi Ràdio Associació de Catalunya[12]
- 2018 — Premi d'Honor de les Lletres Catalanes